# Castel Rozzone
Castel Rozzone är en ort och kommun i provinsen Bergamo i regionen Lombardiet i Italien. Kommunen hade 2 820 invånare (2018).